# Blok kontynentalny

Formy ukształtowania dna oceanicznego; blok kontynentalny tworzą jednostki w lewej części rysunku

Blok kontynentalny, cokół kontynentalny – forma pierwszego rzędu w obrębie skorupy ziemskiej, obejmująca część lądową kontynentu, przyległy do niego szelf kontynentalny oraz stok kontynentalny. Jego granicą może być rów oceaniczny, bądź podnóże kontynentalne, utworzone przez osady naniesione z obszaru bloku kontynentalnego i przechodzące w równinę abisalną, w przypadku pasywnej krawędzi kontynentu.